# Quận của tỉnh Vienne
3 quận của tỉnh Vienne gồm:
1. Quận Châtellerault, (quận lỵ: Châtellerault) với 12 tổng và 96 xã. Dân số của quận này là 108.636 người năm 1990, 109.202 người năm 1999, tăng trưởng dân số là 0.52%.
2. Quận Montmorillon, (quận lỵ: Montmorillon) với 11 tổng và 98 xã. Dân số của quận này là 74.008 người năm 1990, và 74.045 người năm 1999, tăng trưởng dân số là 0.05%.
3. Quận Poitiers, (tỉnh lỵ của tỉnh Vienne: Poitiers) với 15 tổng và 87 xã. Dân số của quận này là 197.361 người năm 1990, và 215.777 người năm 1999, tăng trưởng dân số là 9.33%.